# Station Paderborn Nord
Station Paderborn Nord is een spoorwegstation in de Duitse plaats Paderborn. Hoewel het station 13 sporen heeft, hebben maar 3 ervan een perron. Daarvan wordt enkel het perron van spoor 1 courant voor reizigersverkeer gebruikt.
Het station ligt aan de spoorlijn Paderborn - Brackwede of Senne-Bahn. 

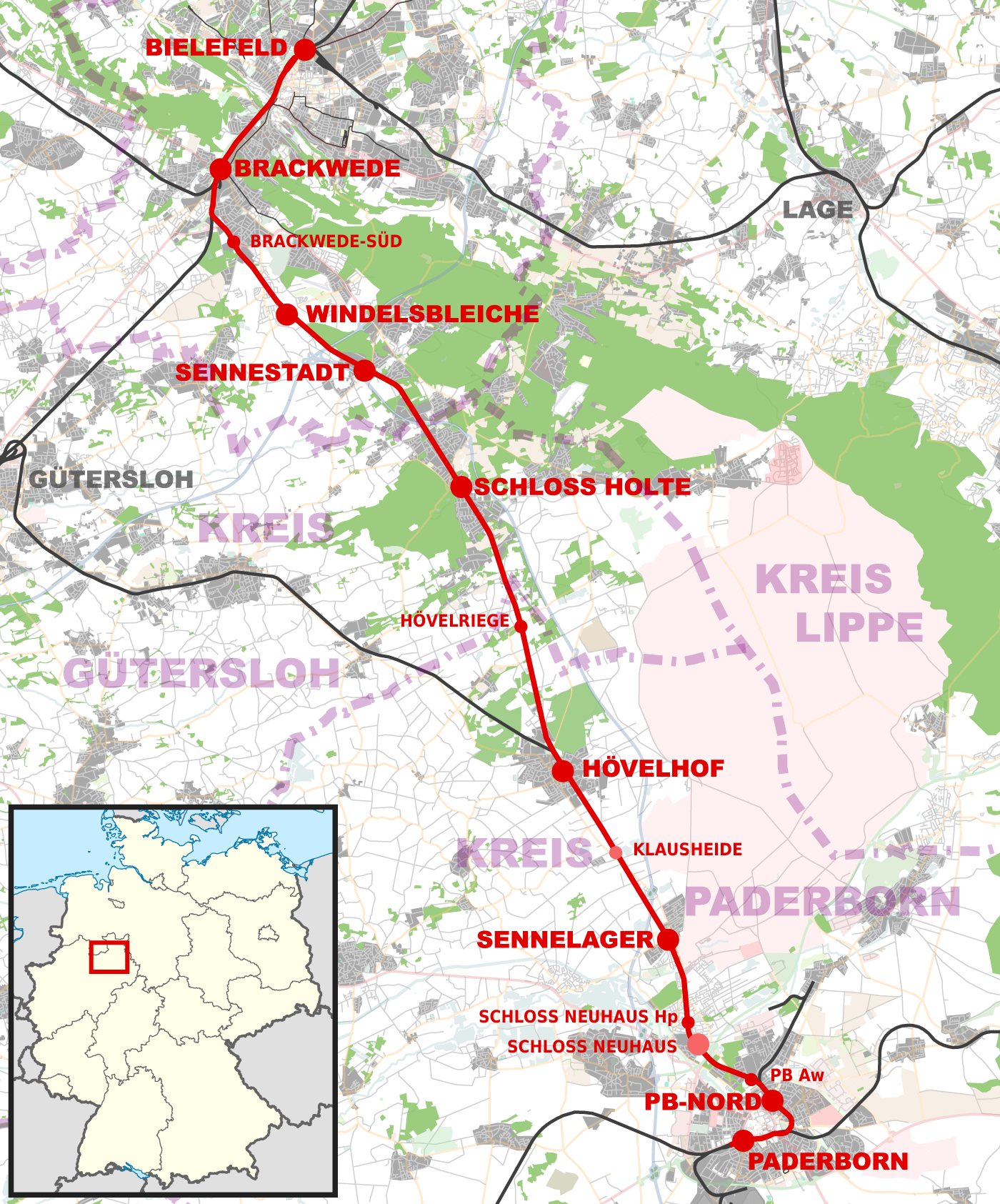

Op het station takt een industriespoor naar de Benteler-metaalfabrieken af.